# Neopterygii
Neopterygii é uma subclasse da classe Actinopterygii. Inclui a infraclasse Teleostei, que tem approxamadamente uma metade da diversidade vertabrada.

## Classificação
- Subclasse Neopterygii
  - Infraclasse Holostei
  - Infraclasse Teleostei